# Casa Sola-Busca

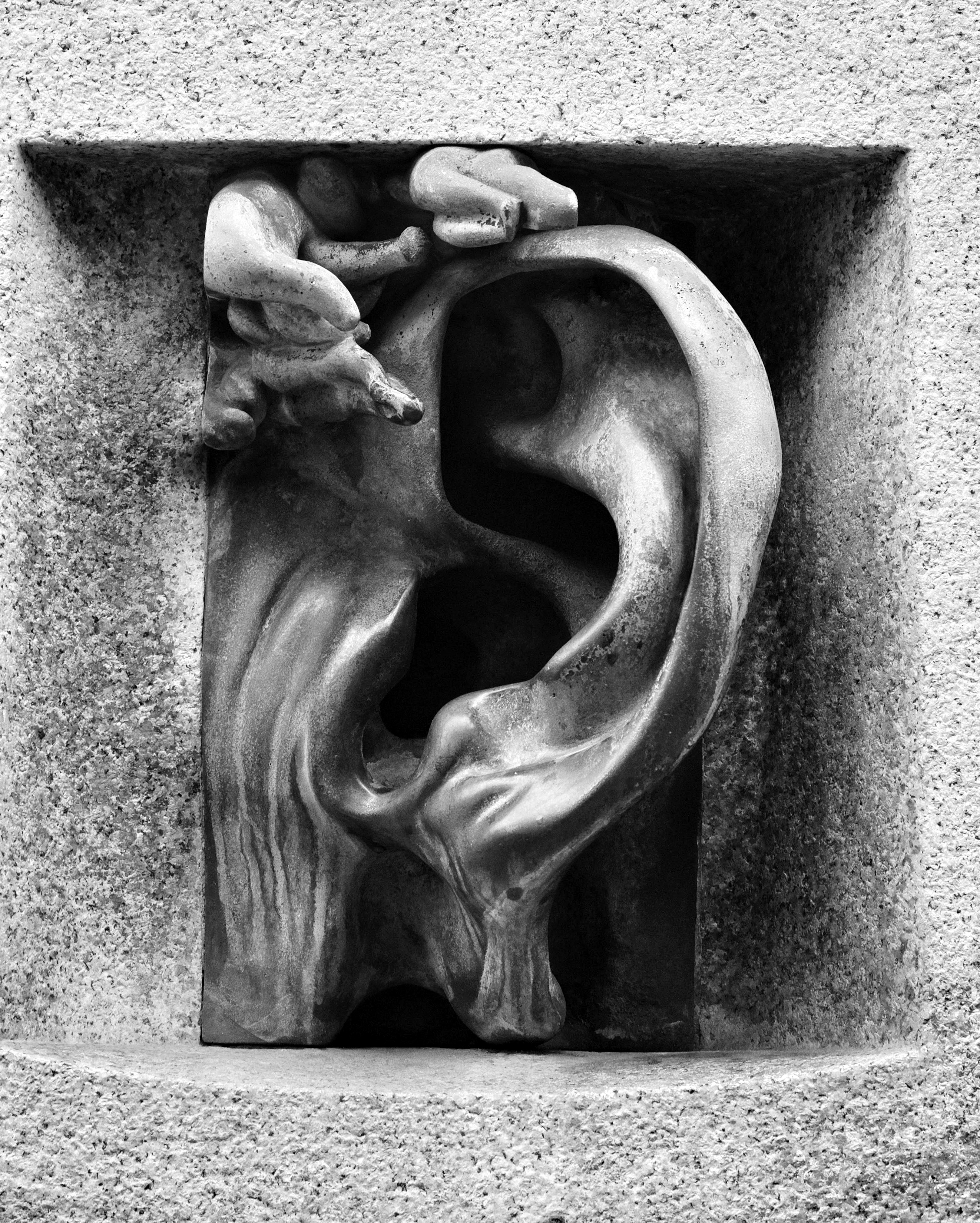
Aldo Andreani - L'orecchio del portinaio

Casa Sola-Busca (popolarmente soprannominata in dialetto milanese Ca' dell'orègia (casa dell'orecchio)  è un edificio storico di Milano situato in via Serbelloni ai civici 10 e 12.

## Storia e descrizione
Il palazzo fu costruito su un lotto triangolare tra il 1924 e il 1927 su progetto di Aldo Andreani. L'ingresso principale è la parte più decorata del palazzo, in cui si fa ricorso a decorazioni monumentali come timpani, volute e balconi riccamente decorati. Il pian terreno del palazzo è decorato con un bugnato rustico e con finestre decorate da imponenti serraglie: i piani superiori non appartenenti all'ingresso sono decorati con finestre con semplici modanature rettilinee.
Molto caratteristico è il citofono dell'ingresso secondario in via Serbelloni 10, non più funzionante, dalle forme di un orecchio, opera dell'architetto stesso (intitolata "L'orecchio del portinaio", un pezzo firmato come "Andreani"  in onore anche del suo stesso docente di scultura in Brera , Adolfo Wildt (1868-1931), noto per aver eseguito delle simili sculture. Su questo pezzo si è diffusa per decenni una falsa credenza, tuttora difficile da eradicare , e cioè che fosse stato realizzato da Wildt stesso. Viene infatti tuttora impropriamente chiamato " l'orecchio di Wildt ", anziché con il suo reale nome ( "L'orecchio del portinaio" ) e la corretta paternita ' . Ad incorrere in questo errore fu anche il 22/01/1993 , sulle pagine del Corriere della Sera ,cronaca di Milano,  il critico Gillo Dolfles, venendo smentito dalla figlia di Andreani stesso, Carla, su quella stessa testata il 14/03/1993. Un altro errore diffuso a mezzo stampa fu quello fatto dal giornalista Sergio Romano sul Corriere della sera, cronaca di Milano, che venne poi corretto il 29/05/2016 dal prof. Roberto Dulio del Politecnico di Milano e cioè dallo studioso che solo un anno prima, assieme a Marco Lupano,  aveva curato una mostra monografica a Palazzo Te di Mantova, dedicata interamente a  "Carlo Andreani, architetto e scultore". La palazzina è denominata dai milanesi, per questa fusione,  la Ca' dell'orègia, la casa dell'orecchio.